# Xindian (Neu-Taipeh)

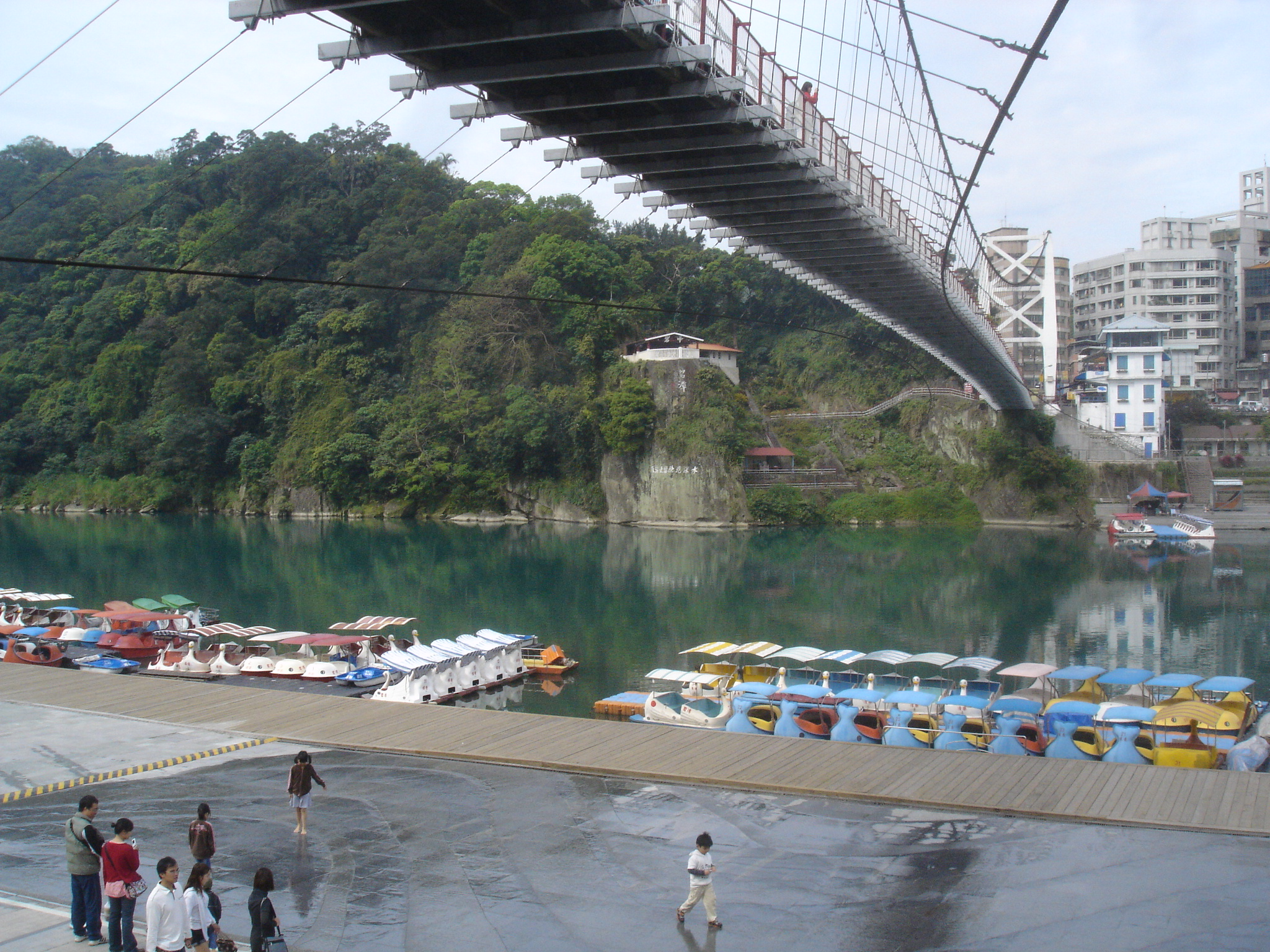
Der Bitan-See mit Hängebrücke in Xindian

Xindian, auch Sindian oder Hsintien (chinesisch 新店區, Pinyin Xīndiàn Qū, Tongyong Pinyin Sindiàn Cyu, W.-G. Hsin-tien Chü, Pe̍h-ōe-jī Sin-tiàm), ist ein Bezirk (chinesisch 區, Qū) der Stadt Neu-Taipeh im Norden der Insel Taiwan mit knapp 300.000 Einwohnern.

## Lage
Xindian liegt unmittelbar südlich von Taipeh am Xindian-Fluss. Im Ort leben zahlreiche Pendler, die in Taipeh arbeiten. Während der nördliche Teil Xindians mit Apartmentkomplexen dicht bebaut ist, reicht der südliche Teil in das bewaldete Zentralgebirge Taiwans hinein. In diesem Bereich gibt es zahlreiche Wanderwege. Der Xindian-Fluss ist im Stadtgebiet durch ein Wehr zum Bitan-See (碧潭), einem beliebten Ausflugsziel, aufgestaut.

## Verkehr
Xindian ist über die „grüne“ Xindian-Linie an das Metro-Netz Taipehs angebunden. Durch die Stadt führt die südlich von Taipeh verlaufende Autobahn 3 (國道三號, englisch National Freeway No. 3).

## Geschichte
Im 18. Jahrhundert während der Qing-Zeit ließen sich Händler aus Fujian an der Straße von Taipeh nach Wulai nieder, um mit den dort lebenden Ureinwohnern vom Stamm der Atayal Handel zu treiben. Später bekam die Ansiedlung den Namen Xindian (新店), was übersetzt „neues Ladengeschäft“ bedeutet.
Als Vorort von Taipeh nahm die Einwohnerzahl Xindians ab Mitte des 20. Jahrhunderts stark zu, was dazu führte, dass der Ort 1980 den offiziellen Status einer Großstadt (市,  Shì) erhielt. Zwischen 1956 und 1992 war Xindian Sitz der Verwaltung des von der Republik China kontrollierten Teils der Provinz Fujian, ohne selbst Teil der Provinz zu sein. Am 25. Dezember 2010 verlor die Stadt Xindian ihre Eigenständigkeit und ging als Bezirk in der neu gegründeten Stadt Neu-Taipeh auf.